# Hufeisenniere

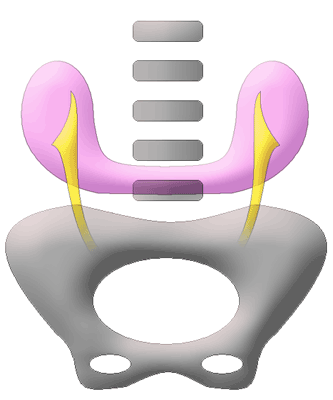
Hufeisenniere (rosa), schematisch

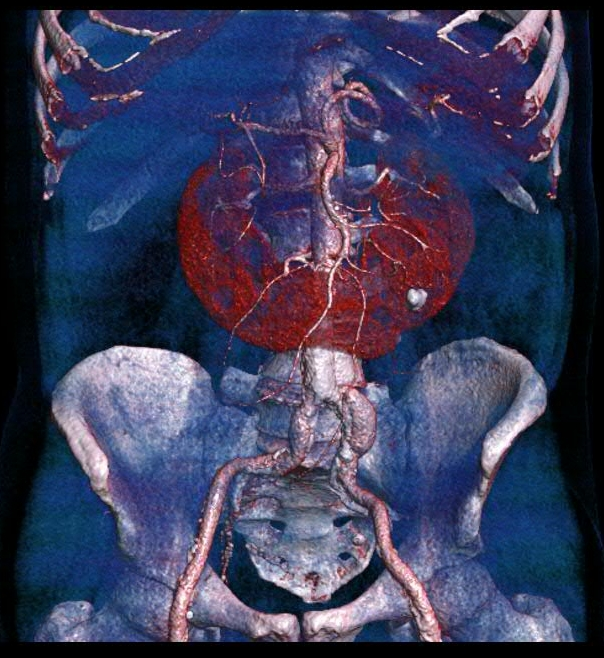
3D VR Darstellung einer Computertomographie einer Hufeisenniere

Als Hufeisenniere bezeichnet man eine angeborene Fehlbildung mit teilweiser Verschmelzung beider normalerweise getrennt liegender Nieren, so dass sie die namensgebende Form eines Hufeisens bilden. Es handelt sich nicht um eine Krankheit, sondern um eine anatomische Normabweichung (Anomalie).

## Epidemiologie
Die Häufigkeit einer Hufeisenniere liegt bei 1:400-1:800. Bei Patienten mit Turner-Syndrom findet sie sich etwa in 15 %.
Ferner besteht eine Assoziation mit der Trisomie 18, seltener auch mit dem Williams-Beuren-Syndrom oder dem Eastman-Bixler-Syndrom.

## Entstehung
Es wird angenommen, dass die Hufeisenniere im Embryonalstadium durch die Vereinigung der Nieren beider Seiten entsteht, und zwar zu dem Zeitpunkt, wo die beiden Organe mit fünf Wochen im kleinen Becken noch sehr nahe beieinander liegen.

## Klinische Erscheinungen
Die beiden Nieren sind am häufigsten am unteren Pol durch eine Bindegewebs- oder häufiger durch eine Parenchymbrücke miteinander verbunden. Dadurch ist die Achslage der Nieren, welche normalerweise von oben-innen nach unten-außen verläuft, verändert, gleichzeitig ist die Drehung des Hohlsystemes nach innen (medial) ausgeblieben, so dass das Nierenbecken nach vorne (ventral) weist. Die Harnleiter gehen infolge der veränderten Lage des Nierenbeckens meist weiter kranial ab und müssen „über den Berg“ der Parenchymbrücke verlaufen.
Die abnormale Position des Nierenbeckenkelchsystemes prädisponiert infolge ungünstiger Abflussverhältnisse zu Harntransportstörungen mit möglichen Folgen wie Nephrolithiasis oder Pyelonephritis.
Die Hufeisenniere ist in vielen Fällen asymptomatisch oder fällt bei einer Ultraschalluntersuchung als scheinbar kleinere Niere auf. Bei Kindern mit einer Hufeisenniere kommt der Wilms-Tumor zwei- bis achtmal häufiger vor als im Durchschnitt.
Als ungewöhnliche Besonderheit gibt es das nach Niels Thorkild Rovsing benannte Rovsing-Syndrom (Unterbauchschmerz beim Vorliegen einer Hufeisenniere durch Gefäßkompression).

## Untersuchungsmethoden

Hufeisenniere in der Computertomographie axial.

Zur Diagnosestellung einer Hufeisenniere eignen sich alle üblichen bildgebenden Verfahren, allen voran die Sonografie, die Computertomografie genauso wie die Magnetresonanztomografie, aber auch konventionelle Röntgen-Untersuchungen wie die Urografie.